# 春夏
春夏（1992年12月5日—），本名李俊杰，生於雲南昆明，中國大陸女演員、模特。出道前曾為多本中國大陸雜誌及書籍拍攝封面，憑電影處女作《踏血尋梅》（2015）贏得香港電影評論學會大獎及香港電影金像獎最佳女主角。其後拍摄影视剧如《歲月如金》（2015）、《大好時光》（2015），电影《晴雅集》（2020）、《风再起时》（2023）等。

## 生平
春夏家住在昆明老螺螄灣，畢業後曾在辦公室做文職，活動策劃，也站過櫃檯賣東西。後來她拍攝一些文藝範的照片，在豆瓣流傳。她還曾經給一些書籍和雜誌擔任過書模，拍封面和插圖，曾為淘寶網網店當過模特、動漫節做Cosplay表演。網上照片被響巢國際注意到，因而邀請她面試電視劇角色。春夏首部參與電視劇拍攝的是2014年播出的《我心燦爛》，飾演王志文的小女兒趙家好，並陸續參演電視劇如《我的博士老公》、《歲月如金》和《大好時光》等電視劇。
之後春夏在7個月沒有任何影視工作，一度懷疑自己的價值，正要放棄當演員時，於2014年夏天接拍首部電影《踏血尋梅》該電影改編自真實案件王嘉梅命案，春夏扮演的是王佳梅一角，在戲中大膽露點演出，獲得香港電影金像獎最佳女主角等獎項。春夏是香港電影金像獎首位以香港電影分級制度第III級之電影稱后的女演員，是金像獎首位「90後」影后，也是史上第二年轻的影后。

## 個人生活
2019年1月，春夏與模特兒金大川公開戀情，半年後分手。

## 争议

### 《左耳》自薦信
春夏獲得影后之後，網上流傳她未成名前，為爭取《左耳》女主角，寫給原著作者饒雪漫的4000多字自薦信。信中她自揭瘡疤，透露爸爸死於獄中，由單親媽媽獨力養大，因為自小缺乏愛，3、4歲就渴望穿婚紗做新娘，偷偷愛過二姨丈、三姨丈，和媽媽的男友，她寫道：「一度芳心暗許，覺得這世界上不會再有這麼好、對我這麼好的男人了，直到我長大才明白，他們好是因為我是這個家庭的一部分，不是因為我。」她還透露童年坎坷，常被霸凌，反抗男同學後卻被迫轉學。輟學後，有大她廿多年的追求者，其後在唱片公司打工，被老闆拖上床強吻。當沒有固定男友時，春夏不停網戀慰藉心靈。她又自爆由童年至中三時期有「尿床」問題，覺得「在睡夢中尿床，比醒着的任何時候都放鬆。」

### 软封杀
在2022年11月底的白紙運動中，春夏转发一则声援南京传媒学院白纸行动的微博，此外还在微博多次回复他人，回复内容包括：
害，什么都做不了的我们，只能在家里跺脚掉眼泪。
少年强则中国强，少年是我们的未来，但某种程度上，他们也投射着我们的现在，他们没有好的未来，因为没有好的现在，没有突如其来的坏，现在好不好，真的需要每一个我们对每一个可能看上去事不关己的瞬间的在意和努力。
相关言论事后删除。春夏原定为2023年央视春晚节目《我和我的春晚》表演者之一，但节目播出后未见画面。春夏原定为電影《風再起時》特别演出，但2023年1月底官方微博将其名字移除，但中国大陆公映的《風再起時》中仍有其镜头。2023年2月6日至5月间，春夏微博被禁言。 10月1日，春夏转发祝贺中国国庆；10月3日，春夏出席金鸡奖红毯，显示封杀结束。

## 影視作品

### 電影
| 上映年度 | 片名           | 角色     | 備註     |
| -------- | -------------- | -------- | -------- |
| 2015     | 保姆的私密日記 | 吳曉芬   | 網絡電影 |
| 2015     | 高芙鎮         | 林娜     | 短片     |
| 2015     | 踏血尋梅       | 王佳梅   |          |
| 2016     | 天亮之前       | 青年雨晴 |          |
| 2016     | 脫皮爸爸       | 蔡籽苗   |          |
| 2016     | 捉迷藏         | 璐璐     | 特别出演 |
| 2017     | 明月幾時有     | 張詠賢   |          |
| 2017     | 刀背藏身       | 青青     |          |
| 2018     | 脫單告急       | 李舒舒   |          |
| 2019     | 七里地         | YUAN     | 短片     |
| 2020     | 怪物先生       | 季末     | 網絡首映 |
| 2020     | 除暴           | 楊文娟   |          |
| 2020     | 晴雅集         | 泷夜     |          |
| 2021     | 第十一回       | 贾梅怡   | 特别出演 |
| 2023     | 風再起時       | 小愉     | 特别出演 |
| 2023     | 靠近我一点     | 林楚楚   |          |
| 2025     | 阳光照耀青春里 | 春春     |          |
| 待上映   | 恋曲1980       | 毛榛     |          |
| 待上映   | 泷夜曲         | 泷夜     |          |
| 待上映   | 三个字         |          |          |

### 電視
| 年份 | 名稱              | 角色   | 備註   |
| ---- | ----------------- | ------ | ------ |
| 2014 | 《我心燦爛》      | 趙家好 |        |
| 2014 | 《我的博士老公》  | 李樂   |        |
| 2015 | 《歲月如金》      | 齊少菲 |        |
| 2015 | 《伙伴夫妻》      | 陳小清 |        |
| 2015 | 《朝內81號》      | 秀寧   | 網絡劇 |
| 2015 | 《大好時光》      | 艾琦   |        |
| 2025 | 《人生若如初见》* | 謝菽紅 |        |
| 待播 | 《迷径之上》      |        | 網絡劇 |

## 獎項
| 年份 | 作品     | 頒獎典禮                           | 獎項       | 結果 |
| ---- | -------- | ---------------------------------- | ---------- | ---- |
| 2015 | 踏血尋梅 | 富川國際奇幻電影節                 | 最佳女主角 | 獲獎 |
| 2015 | 踏血尋梅 | 第52屆金馬獎                       | 最佳新演員 | 提名 |
| 2016 | 踏血尋梅 | 香港電影評論學會大獎               | 最佳女演員 | 獲獎 |
| 2016 | 踏血尋梅 | 香港電影導演會年度大獎             | 最佳女主角 | 獲獎 |
| 2016 | 踏血尋梅 | 第10屆亞洲電影大獎                 | 最佳新演員 | 獲獎 |
| 2016 | 踏血尋梅 | 《青年電影手冊》華語十佳影片頒獎禮 | 年度新演員 | 獲獎 |
| 2016 | 踏血尋梅 | 第35屆香港電影金像獎               | 最佳新演員 | 提名 |
| 2016 | 踏血尋梅 | 第35屆香港電影金像獎               | 最佳女主角 | 獲獎 |
| 2016 | 踏血尋梅 | 華語電影傳媒大獎                   | 最佳新演員 | 獲獎 |
| 2016 | 踏血尋梅 | 華語電影傳媒大獎                   | 最佳女主角 | 提名 |

## 備註
1. ↑  《人生若如初见》曾於2022年7月18日在爱奇艺平台上线6集剧集，但1小时后撤下

## 外部連結
- 春夏的新浪微博
- 春夏在香港影庫上的簡介
- 春夏在互联网电影资料库（IMDb）上的資料（英文）
- 春夏在豆瓣上的资料（简体中文）